# Stazione di Lanusei
La stazione di Lanusei è la principale stazione ferroviaria del comune di Lanusei, lungo la linea ferroviaria Mandas-Arbatax, dal 1997 utilizzata esclusivamente come ferrovia turistica. Si trova in via Stazione, nei pressi dell'ospedale Nostra Signora della Mercede e dell'istituto dei Salesiani di Lanusei.

## Storia
La storia dello scalo ha inizio nell'ultima parte dell'Ottocento, con l'affidamento alla Società italiana per le Strade Ferrate Secondarie della Sardegna del compito di realizzare una rete ferroviaria a scartamento ridotto nell'isola, comprendente tra l'altro una linea ferroviaria per collegare l'Ogliastra con Cagliari. Fu così che negli anni novanta dell'Ottocento fu costruita la ferrovia che dalle vicinanze della stazione di Mandas (lungo la ferrovia Cagliari-Isili) giungeva sino al porto di Arbatax, passando anche per Lanusei, la cui stazione fu inaugurata il 1º aprile 1893, in coincidenza con l'apertura al traffico del tronco ferroviario tra Gairo e Arbatax.
Passata attraverso varie gestioni (alle SFSS subentrarono le Ferrovie Complementari della Sardegna nel 1921 ed a queste le Ferrovie della Sardegna nel 1989), la stazione nel corso degli anni continuò a essere il principale scalo per il servizio di trasporto pubblico nel territorio del centro ogliastrino, sia per il trasporto su rotaia che per il servizio di autolinee che le FCS (ed in seguito le FdS) iniziarono a espletare in parallelo ai treni nel Novecento. Tuttavia il 16 giugno 1997 la Mandas-Arbatax fu chiusa al traffico ferroviario ordinario e fu destinata all'esclusivo utilizzo turistico nell'ambito del servizio Trenino Verde. Da allora lo scalo dal punto di vista ferroviario viene impiegato quasi quotidianamente solo nel periodo estivo, quando è in funzione la tratta con viaggi a calendario, mentre negli altri periodi dell'anno i treni vi transitano solo in occasione di viaggi organizzati a richiesta dei turisti o su iniziativa delle ex FdS, confluite nel 2010 nell'ARST che ha quindi ereditato la gestione della stazione.

## Strutture ed impianti
Dal punto di vista ferroviario lo scalo è configurato come stazione di tipo passante e comprende complessivamente cinque binari a scartamento ridotto (950 mm): di essi due sono posti dinanzi al fabbricato viaggiatori e vengono impiegati per le normali operazioni di traffico, essendo rispettivamente il binario di linea e quello di incrocio (passante). Gli altri tre binari si diramano sul lato nord dell'impianto e conducono rispettivamente alla rimessa locomotive della stazione (attraversando anche una piattaforma girevole) ed all'area del dismesso scalo merci, comprendente anche un piano caricatore con adiacente magazzino merci. Il binario uno è inoltre dotato di una banchina ed affianca il rifornitore idrico della stazione, del tipo a cassone metallico su struttura in muratura.
La stazione è dotata di un fabbricato viaggiatori a pianta rettangolare a cinque vani e due piani, di cui solo quello inferiore è impiegato per l'esercizio ferroviario/automobilistico, riprendente lo stile tipico delle stazioni realizzate nell'Ottocento dalle SFSS in Sardegna. All'interno del piano terra sono presenti dei locali per i servizi all'utenza e gli uffici di gestione del movimento: in questi locali sono ancora presenti arredi e oggetti ferroviari d'epoca, quali orologi, casseforti ed il telegrafo.

## Movimento
La stazione è situata lungo la ferrovia Mandas-Arbatax, la più lunga tra linee turistiche del Trenino Verde. Dato l'utilizzo esclusivamente turistico della ferrovia, dal 1997 nessun servizio ferroviario di trasporto pubblico raggiunge lo scalo di Lanusei. Tuttavia nel periodo estivo, con riferimento all'orario del Trenino Verde 2012 per 6 giorni alla settimana lo scalo è raggiunto da due coppie di treni diretti a Mandas e ad Arbatax, con una terza coppia di corse, limitata al tragitto Seui-Arbatax, espletata di venerdì, sabato e domenica.

## Servizi
All'interno del fabbricato viaggiatori sono ospitati vari servizi all'utenza: tra essi una biglietteria ed una sala d'attesa, oltre ad un bar ubicato in un'ala dello stesso edificio.
- Biglietteria a sportello
- Sala d'attesa
- Servizi igienici
- Bar

## Interscambi
L'impianto ospita uno dei due depositi degli autobus che l'ARST ha in città ed è anche sede di una fermata di alcune delle autolinee della società, colleganti la stazione principalmente con vari comuni dell'Ogliastra.
- Fermata autobus